# Coatectzin Oriente
Coatectzin Oriente är en ort i Mexiko.   Den ligger i kommunen Tlatlauquitepec och delstaten Puebla, i den sydöstra delen av landet, 180 km öster om huvudstaden Mexico City. Coatectzin Oriente ligger 775 meter över havet och antalet invånare är 181.
Terrängen runt Coatectzin Oriente är kuperad åt nordväst, men åt sydost är den bergig. Runt Coatectzin Oriente är det ganska tätbefolkat, med 179 invånare per kvadratkilometer. Närmaste större samhälle är Teziutlan, 19,6 km sydost om Coatectzin Oriente. I omgivningarna runt Coatectzin Oriente växer i huvudsak städsegrön lövskog.